# کارگروه دخالت انسانی

هشدار تشعشع سازمان بین‌المللی استانداردسازی.

کارگروه دخالت انسانی (انگلیسی: Human Interference Task Force) گروهی از مهندسان، انسان‌شناسان، دانشمندان هسته‌ای، و دانشمندان علوم رفتاری بود که در سال ۱۹۸۱ از طرف وزارت انرژی ایالات متحده آمریکا و شرکت بکتل با هدف یافتن راهی برای کاستن از خطر ضایعات هسته‌ای نسبت به انسان‌ها در آینده‌ای دور (بیشتر از ۱۰۰۰۰ سال) تشکیل شد و حوزهٔ میان‌رشته‌ای نشانه‌شناسی هسته‌ای را بنیان گذاشت.

## تعریف مسئله
ممکن است زبان‌های امروزی در آیندهٔ دور قابل درک نباشند، ولی برخی نمادها را می‌توان در هر زمان تا حدودی درک کرد. برای مثال متخصصان امروزی می‌توانند هشدارهایی که به خط میخی نوشته‌شده‌است را بخوانند اما از درک نوشته‌های مردمان تمدن دره سند عاجزند.

## پیشنهادها
پیامی که در مورد ضایعات هسته‌ای به آیندگان فرستاده می‌شود باید دارای سه بخش باشد:
1. اینکه این یک پیام است.
2. اینکه در مکان مذکور مواد خطرناک ذخیره‌سازی شده‌است.
3. اطلاعاتی در مورد نوع مواد خطرناک.

## راه‌حل‌ها

### توماس سیبیوک
توماس سیبیوک زبان‌شناس، با استفاده از پیشنهادهایی که پیشتر از سوی آلوین ام. واینبرگ و آرسن دارنی مطرح شده بود، پیشنهاد تأسیس یک فرقهٔ اتمی (به انگلیسی: atomic priesthood) مشابه کلیسای کاتولیک (که پیامش را برای دو هزار سال حفظ و به نسل‌های بعدی منتقل کرده‌است) را داد. اعضای این فرقه باید متخصصانی باشند که از سوی شورایی نامزد یا جایگزین شوند. این فرقه با ساختن اسطوره‌ها و آیین‌هایی از اطلاعات مربوط به مکان و خطرهای ضایعات هسته‌ای محافظت می‌کند و آنها را به آیندگان انتقال می‌دهد. فرقه همچنین مناطق ممنوعه و جریمهٔ تخطی را معین می‌سازد.
این روش با چند مشکل اساسی، از جمله به وجود آمدن سلسله مراتب، چندپاره شدن پیام، و احتمال سوء استفاده سیاسی اعضای فرقه از دانششان در مورد اماکن خطر روبرو است.

### استانیسلاو لم
استانیسلاو لم، نویسنده لهستانی آثار علمی-تخیلی، پیشنهاد کرد با استفاده از ماهواره‌هایی که از انرژی خورشیدی تغذیه می‌کنند پیام‌های مذکور برای هزاره‌ها به سوی زمین مخابره شود.

### فرانسوآ باستیده
نویسنده فرانسوی فرانسوآ باستیده و نشانه‌شناس ایتالیایی پائولو فابری پیشنهاد پرورش گربه‌هایی حساس به رادیواکتیو را دادند. به گفتهٔ آن‌ها اگر در آیندهٔ دور گربه‌ها از مخازن هسته‌ای دوری کنند، انسان‌ها متوجه خطر این اماکن خواهند شد. این پیشنهاد ایدهٔ اصلی فیلم کوتاه «راه‌حل گربه اشعه‌ای» (به انگلیسی: The Ray Cat Solution) محصول سال ۲۰۱۶ است.

### ویلموس ووآ
پیشنهاد ویلموس ووآ از دانشگاه بوداپست مبنی بر این بود که در نزدیکی مخازن ضایعات هسته‌ای تابلوهای هشدار به همهٔ زبانهای متداول نصب شود و در طول زمان به شکل منظم تابلوهای جدید – بدون دستکاری تابلوهای قدیمی – در فاصله بیشتری نصب گردند تا بتوان تحول زبان را دید و زبان‌های قدیمی‌تر را رازگشایی کرد.

### امیل کوالسکی
فیزیک‌دان سوئیسی امیل کوالسکی پیشنهاد کرد که مخازن ضایعات هسته‌ای به گونه‌ای ساخته شوند که برای دسترسی به آنها نیاز به فناوری‌های پیچیده‌ای باشد، زیرا اگر انسان‌های آینده به این فناوری دسترسی داشته باشند یعنی خودشان می‌دانند که ضایعات هسته‌ای تا چه حدی خطرناک است.